# Pokolj na Crnom vrhu
Pokolj na Crnom vrhu je zločin koji su počinili strani plaćenici mudžahedini kao pripadnici Armije Bosne i Hercegovine u toku rata u Bosni i Hercegovini.
U ratu u BiH Crni vrh bio je najviša točka na prostoru ovih triju općina, zbog čega je bio važan strateški položaj. Nalazi se na tromeđi područja naseljenih Hrvatima na jugu, Srbima na zapadu i Muslimanima na sjeveru. Više puta su ga sve tri strane zauzimale i gubile. 
Sredinom rujna 1992. godine, trojica srpskih vojnika iz okolice Teslića sa zadaćom dostave hrane vojnicima u rovovima na bojišnici zalutali su i našli se na teritoriju pod nadzorom Armije Bosne i Hercegovine. Tu su ih neprijateljski vojnici zarobili i odsjekli im glave. S odsječenim glavama su se fotografirali, a zatim ih odnijeli u Tešanj gdje su ih pokazivali na tešanjskoj kuli i po ulicama grada Tešnja. Kada su sljedeći put srpski vojnici zauzeli teritorij Crnog vrha, u napuštenim muslimanskim rovovima pronađene su i spomenute fotografije, koje su zatim putem raznih novinskih agencija obišle cijeli svijet.
Trojica ubijenih vojnika bili su Blagoje Blagojević i Nenad Petković iz Jasenove kod Teslića i Branislav Đurić iz Gornjeg Teslića.
2011. godine neki mediji su pisali da je jedan od mudžahedina sa spomenutih fotografija bio francuski državljanin Christophe Caze. Caze je bio pripadnik skupine zločinaca iz francuskog grada Roubaixa, koji su devedesetih godina prešli na islam, a od kojih su se neki početkom rata u Bosni i Hercegovini priključili muslimanskim snagama. Caze je bio liječnik, a jedno vrijeme je proveo radeći u zeničkoj bolnici.
Glave nisu pronađene ni nakon dvadeset pet godina. Početkom 2013. godine iskopavani su posmrtni ostatci na nekoliko lokacija u okolini Tešnja, za koja se pretpostavljalo da se vrše u potrazi upravo za tim glavama.